# Selmer-Bach-Zeitung
Die Selmer-Bach-Zeitung (zumeist abgekürzt SBZ) ist eine mehrfach ausgezeichnete Schülerzeitung, herausgegeben von Schülern des Städtischen Gymnasiums Selm. Die erste Ausgabe des Schülermagazins erschien im Herbst 1998. Seitdem erscheint die Publikation regelmäßig im mehrmonatigen Abstand in einer zumeist dreistelligen Auflage. Aktueller Chefredakteur ist seit 2007 Alexander Krusch.

## Auszeichnungen
Die SBZ wurde mehrfach beim jährlichen Wettbewerb Die Schülerzeitungen des Jahres des Nachrichtenmagazins Der Spiegel ausgezeichnet, unter anderem für ein Interview mit dem ehemaligen Ministerpräsidenten Nordrhein-Westfalens, Peer Steinbrück, als bestes deutschsprachiges Schülerzeitungsinterview 2004/2005.
2003 übergab Bundesbildungsministerin Edelgard Bulmahn der Redaktion den damals erstmals verliehenen Deutschen Schülerzeitungspreis der Jungen Presse als beste Deutsche Schülerzeitung des Jahres. Drei Jahre später errang die SBZ 2006 den dritten Platz, der in Köln von RTL-Chefredakteur Peter Kloeppel ausgezeichnet wurde.